# Curt Rispe
Curt Bernhard Rispe, född den 28 oktober 1944 i Eskilstuna, är en svensk jurist.
Rispe avlade juris kandidatexamen vid Uppsala universitet 1972 och genomförde tingstjänstgöring 1972–1975. Han blev fiskal i Kammarrätten i Stockholm 1975, assessor där 1979 och kammarrättsråd i Kammarrätten i Göteborg 1987. Rispe var sakkunnig i Budget- och Finansdepartementen 1977–1987, departementsråd i Finansdepartementet 1987–1990 och lagman i Kammarrätten i Göteborg 1990–2009.